# TV Lajeado
TV Lajeado foi uma emissora de televisão brasileira com sede em Palmas, capital do Tocantins. A emissora era afiliada à Rede Record e operava no canal 2 VHF.

## História
A sociedade da emissora foi criada em 11 de março de 1993, com as seguintes emissoras do Sistema de Comunicação Rio Bonito Ltda. abaixo:
- TV Central - canal 2 - Palmas
- TV Jovem Araguaína - canal 2 - Araguaína
- TV Jovem Gurupi - canal 6 - Gurupi
- Rádio Gurupi AM - 1570 Khz - Gurupi
- Rádio Jovem AM - 960 Khz - Palmas
- Rádio Jovem FM - 104.7 Mhz - Palmas
- Rádio Jovem FM - 104.9 Mhz - Araguacema

A emissora entrou no ar no mesmo ano como afiliada à Record, e na época ela foi uma das primeiras afiliadas da rede em formação. Ela teve diversos sócios durante a década de 1990. Em seus primeiros anos, era chamada de TV Central, tendo posteriormente seu nome alterado para TV Lajeado, permanecendo assim até a extinção da emissora.
Em 7 de dezembro de 2007, a TV Lajeado é extinta, pois a a TV Girassol (afiliada à Band), até então ocupante do canal 7, passou a ocupar o canal 2. Nesse mesmo dia, a TV Jovem Palmas, que era afiliada ao SBT, passou a ocupar o canal 7.

## Canal 2
Em fevereiro de 2008, a TV Girassol (afiliada da Band) é extinta, depois de dois meses da mudança. Deste modo, Palmas fica sem o sinal da Band até a volta da rede em 22 de outubro do mesmo ano com a inauguração de uma emissora própria da Band na mesma cidade.
O canal 2 fica sem sinal de fevereiro até junho do mesmo ano, quando volta ao ar como retransmissora da Rede Família (junho de 2008-janeiro de 2009), passando para TV Diário (janeiro-25 de fevereiro), Record News (fevereiro-abril) e Rede Século 21 (abril-junho), quando foi substituída em junho pela Rede Mundial, durando até 2012.
De 2012 até 2014, o canal 2 retransmitiu o sinal da Rede 21. De julho de 2014 a maio de 2015, passou a ser de uma emissora própria da Rede Super.
De maio de 2015 a fevereiro de 2017, o canal 2 retransmitiu a Ideal TV, emissora do Grupo Abril. Em fevereiro de 2017, o canal digital 14 UHF entrou no ar, retransmitindo a Rede Mundial, e assim o canal 2 VHF é desligado.